# 1230 w polityce

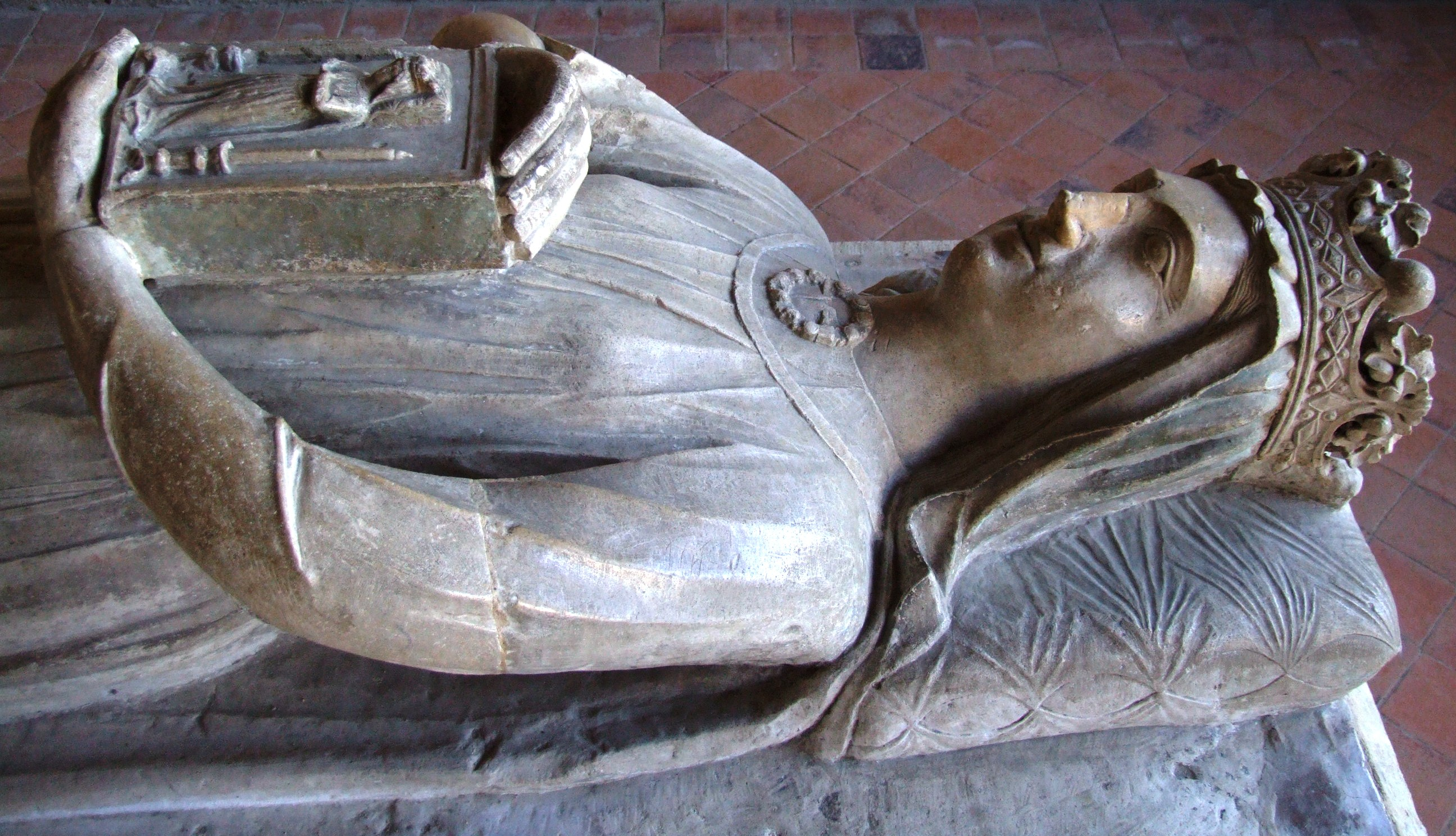
Berengaria z Nawarry

Wydarzenia polityczne w 1230 roku.

## Wydarzenia
- Wezwani do obrony granic księstwa mazowieckiego przed pogańskimi Prusami przez księcia Konrada krzyżacy przybywają do ziemi chełmińskiej[1].
- Ferdynand III Święty jednoczy królestwa Kastylii i Leónu[2].
- Załagodzenie sporu pomiędzy Konradem Mazowieckim a Grzymisławą i jej synem Bolesławem Wstydliwym w Skaryszewie (księżna i jej syn otrzymali ziemię wiślicką)[3].

## Urodzili się
- Rudolf I, margrabia Badenii[4].

## Zmarli
- Berengaria z Nawarry, królowa angielska, żona Ryszarda I Lwie Serce[5][6].